# Lucie Konečná (blogerka)
Lucie Konečná (* 10. září 1992 Písek) je česká blogerka, influencerka, digitální nomádka, cestovatelka a specialistka na digitální marketing. Na internetu je známá především díky cestovatelskému blogu Loudavým krokem a práci na projektu Česko je nano. Nyní[kdy?] je výkonná ředitelka přední české nanotechnologické firmy nanoSPACE.[zdroj?]

## Blog
Svůj cestovatelský blog Loudavým Krokem, který píše společně s manželem Lukášem Konečným, založila v roce 2015, kdy se spolu vydali na svůj první dlouhodobý pobyt v zahraničí. Od té doby pravidelně publikují články ze svých cest a připravují turistické průvodce pro cestovatele, kteří se vydávají v jejich stopách. Cestovatelské duo se díky svým cestovatelským aktivitám objevuje v celorepublikových médiích, on-line magazínech a blog bývá také předmětem zkoumání bakalářských a diplomových prací.

## Profesní život
Už během svého studia stála u zrodu několika marketingových projektů. V roce 2014 se podílela[ve zdroji nenalezeno] na budování divácké základny internetového projektu DVTV, prvního zpravodajského internetového videoprojektu tohoto druhu v ČR.[zdroj?] V roce 2016 se svým otcem Jiřím Kůsem založila projekt na propagaci českých nanotechnologických objevů s názvem Česko je nano, který se později stal ústřední agendou Asociace nanotechnologického průmyslu v ČR.[zdroj?]
V roce 2019 založila se svým manželem mediální agenturu LK Media.[zdroj?]

## Osobní život
Vystudovala Malostranské gymnázium v Praze a pokračovala studiem žurnalistiky na Fakultě sociálních věd Univerzity Karlovy. Od roku 2012 se živí prací přes internet a od roku 2015 je digitální nomádkou, tedy nepřetržitě cestuje a přechodně bydlí v různých částech světa.[zdroj?] V roce 2018 podnikli se svým manželem cestu na moderních elektrokolech z České republiky do Řecka a zpět.